# El vent de l'illa
El vent de l'illa és una pel·lícula espanyola dirigida pel director de fotografia Gerard Gormezano i Monllor en la que ha estat la seva òpera prima com a director, i en la que també en fou guionista i productor. Va ser rodada íntegrament a Menorca. Per tal de donar sensació de veracitat, està parlada en anglès i en menorquí, amb algunes frases en italià. Doblada al català, fou emesa a TV3 el 8 de juny de 1990.

## Argument
L'origen de la pel·lícula es troba en una beca de la Generalitat que va rebre Gormezano per escriure un guió sobre la situació de Menorca sota domini britànic.
El personatge central és l'oficial i científic britànic capità John Armstrong (1705-1758), que va estar destinat a l'illa el 1738 i que va escriure The History of the Island of Minorca, el primer estudi històric de l'illa amb un mapa cartogràfic força acurat. Destinat a l'illa, formarà part d'un curiós triangle amorós amb la pintora anglesa Ariel Kane, resident a l'illa, i la ciutadellenca Anna Salort. Aquest triangle li permetrà descobrir la realitat que l'envolta i el transformarà personalment i finalment decidirà abandonar l'exèrcit.

## Repartiment
- Simon Cassel - John Armstrong
- Mara Truscana - Ariel Kane
- Ona Planas - Anna Salort
- Jack Birkett - governador Anstruther
- Anthony Pilley - oficial Smith
- Ñaco Nadal - el criat Joan

## Producció
Inicialment anava ser produïda per José Luis Guerín, amb un repartiment en el que hi figuraven, entre altres Ovidi Montllor i Juanjo Puigcorbé, però finalment Guerín es va desentendre i la produir el propi Gormezano amb pretensions més modestes.
El pressupost de la pel·lícula es va xifrar en 74 milions de pessetes. El juliol del 1986 el Ministeri de Cultura d'Espanya li va concedir una subvenció de 29.600.000 pessetes. Posteriorment va rebre 10 milions de la Generalitat de Catalunya, 19,6 milions d'Export Film de Múnic pel seu llançament internacional, i finalment TV3 va aportar 17 milions a compte dels drets d'emissió per televisió.

## Recepció
Inicialment havia de ser presentada al 37è Festival Internacional de Cinema de Berlín, encara que fou retirada a última hora. Finalment fou estrenada a Barcelona de 4 de març de 1988 i poc després va participar en la Setmana de Cinema Espanyol de Nova York. Malgrat tenir molt bon acolliment entre la crítica, no va tenir èxit de públic.

## Premis
- 33a edició dels Premis Sant Jordi de Cinematografia: Millor opera prima.[6]